# Стрекоза плоская
Стрекоза плоская, или стрекоза плоскобрюхая, или плоскобрюх сжатый (лат. Libellula depressa) — вид разнокрылых стрекоз из семейства настоящих стрекоз (Libellulidae). Распространены в Европе, встречаются на территории России.

## Внешний вид
Заметно отличается от других видов стрекоз. Длину крыльев имеет 33—37 мм, длину брюшка — 22—28 мм. Брюшко сильно уплощено и расширено. В основании крыла расположено большое тёмно-коричневое пятно, в остальной части мембрана крыла прозрачная (за исключением птеростигмы). Самцов и самок отличают по цвету брюшка: у самцов оно покрыто сизым налётом, а у самок (и очень молодых самцов) медово-коричневого цвета.

## Место обитания
Обитает по берегам водоёмов, далеко от воды не улетает, предпочитает водоёмы со стоячей (пруд, болото) или слабо проточной водой. В местах обитания встречаются поодиночке или маленькими группами (3—5 особей). Взрослых особей можно увидеть сидящими на околоводных растениях (камыш) и высматривающими добычу.

## Особенности биологии
Откладывая яйца в воду самка ударяет по её поверхности концом брюшка. Личинки этого вида стрекозы развиваются около 2 лет, обитая во время развития в стоячих или слабо проточных водоёмах с илистым дном.
Хищники, охотятся на более мелких летающих насекомых быстрым нападением с воздуха, для захвата пойманной добычи служат прочные ноги с острыми шипами.

### Лимитирующие факторы
Не может обитать в загрязнённых водоёмах

### Меры охраны
Контроль за захламлением территории вблизи населённых пунктов, очистка сточных вод. В настоящее время вид занесён в Красные книги ряда регионов России, в частности республик Дагестан (категория 3 — редкий вид), Кабардино-Балкария, Коми (категория 3 — редкий вид), Чечня, а также Костромской (категория 4 — неопределённый по статусу вид) и Новгородской областей.

## Фотографии

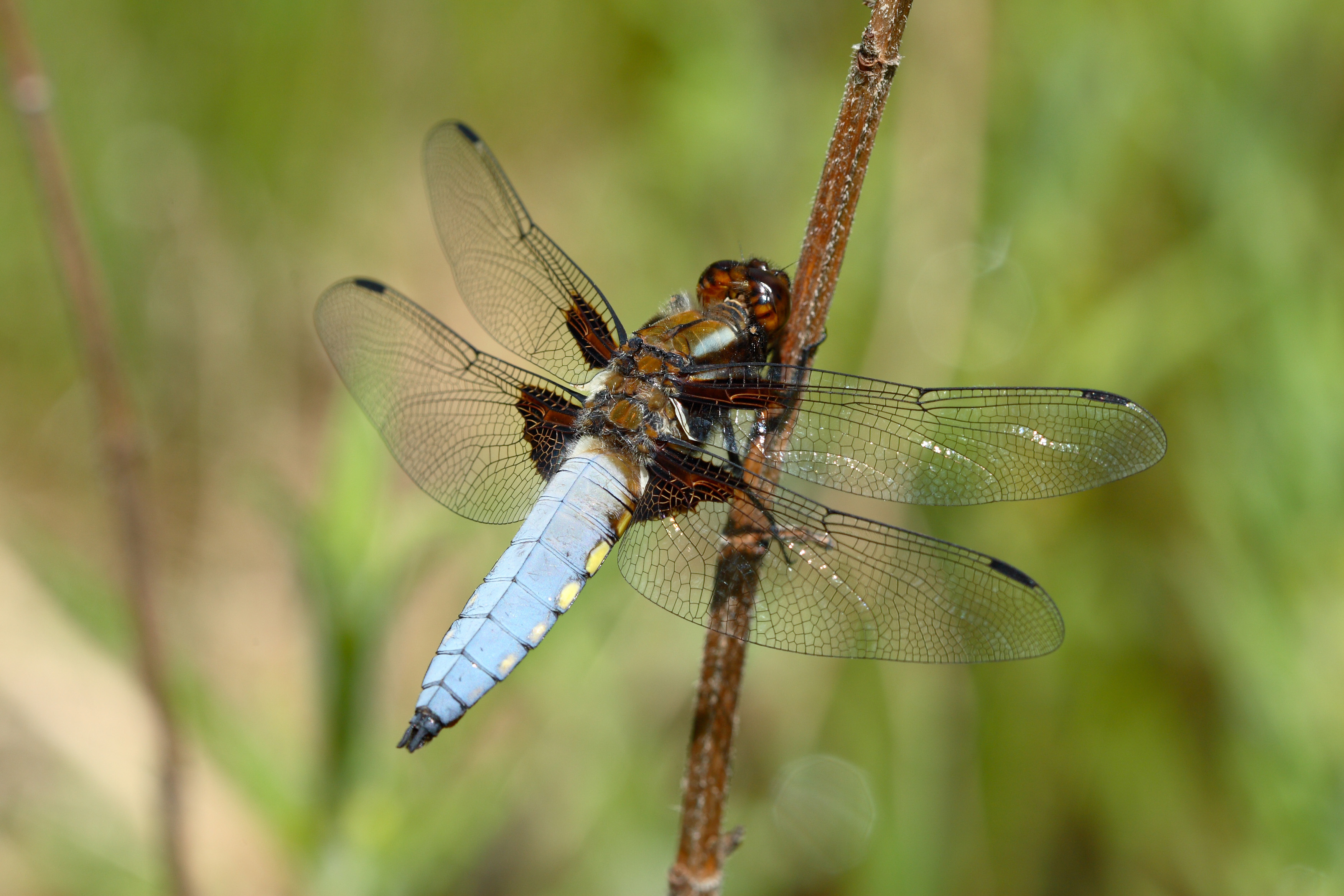
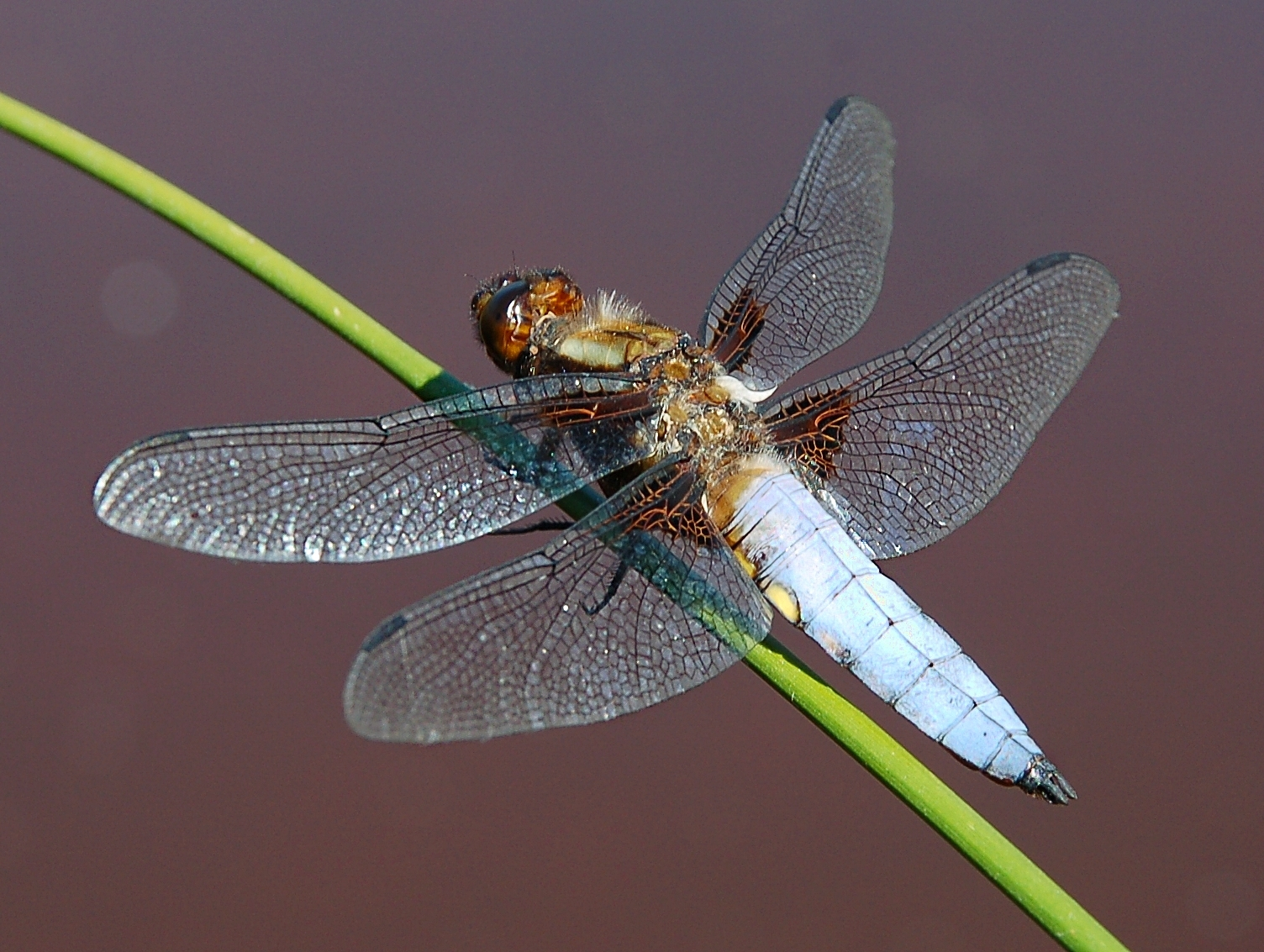
Самец
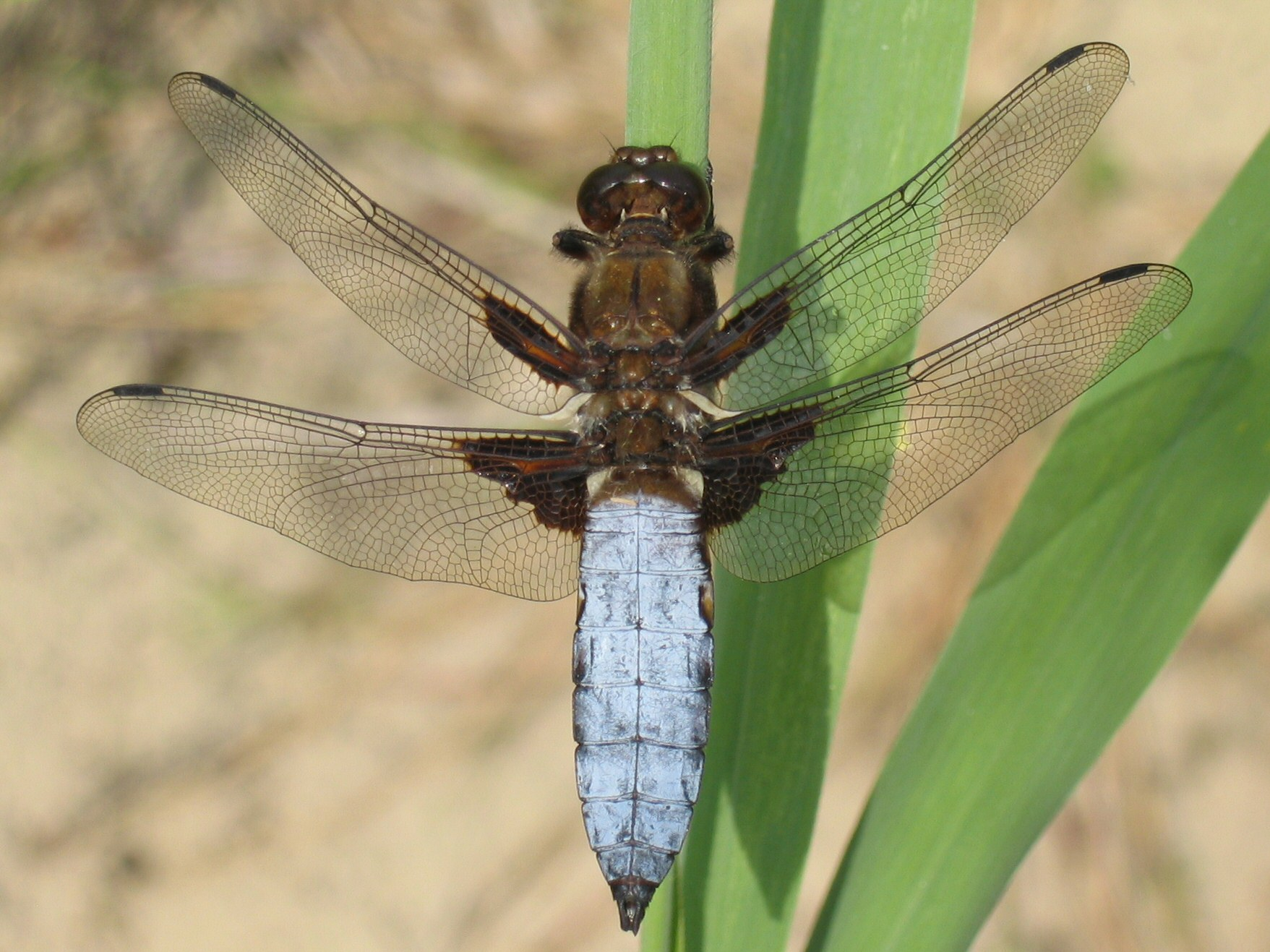
Самец
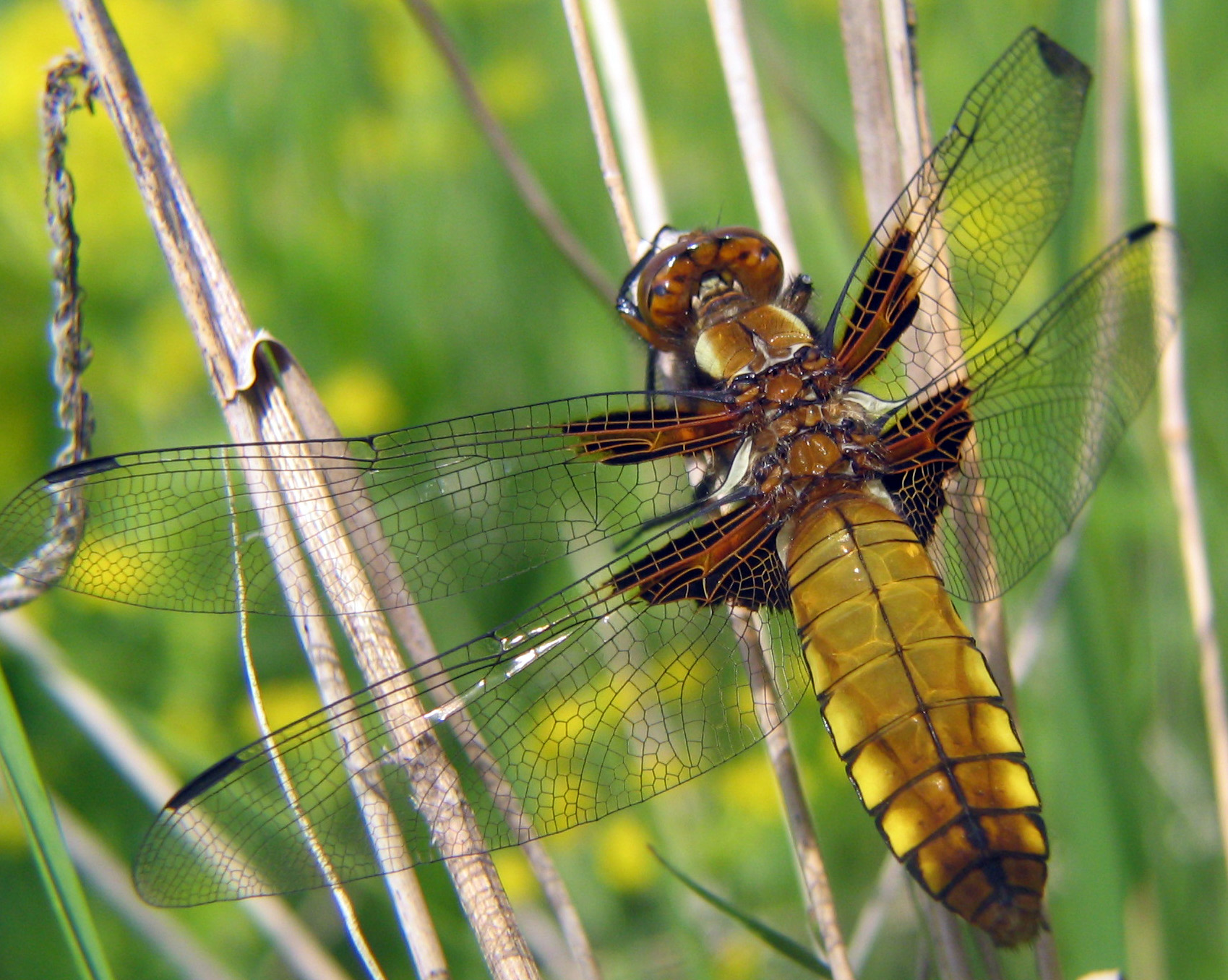
Самка